# Juan Garmendia Larrañaga
Juan Garmendia Larrañaga (Tolosa, 12 de julio de 1926 - Tolosa, 8 de enero de 2015) fue un etnógrafo e historiador guipuzcoano del País Vasco (España).
Juan Garmendia era, y a través de su obra sigue siendolo, una referencia en el campo de la investigación etnográfica. En sus más de cincuenta libros y trescientos artículos diseccionó las fiestas vascas, las costumbres, los ritos funerarios, los juegos, la medicina popular, los conjuros, los gremios y oficios, la artesanía, las ferrerías, los caseríos y los pensamientos mágicos.
Sus maestros y referentes fueron José Miguel Barandiaran y Julio Caro Baroja con los que tuvo una intensa relación.
En 1.998 el municipio de Tolosa le nombró Hijo Predilecto y en 2002 fue nombrado Académico de Honor de la Real Academia de la Lengua Vasca/Euskaltzaindia .

## Biografía
Realizó estudios mercantiles y de letras enfocando su actividad desde su juventud al campo de la investigación etnografica, la historia y la antropología en el País Vasco.
En 1953, Barandiaran recuperó el Anuario de Eusko-Folklore al amparo de la Sociedad de Ciencias Aranzadi. En las páginas de esta publicación vieron la luz los trabajos primiciales de Garmendia Larrañaga que versaron sobre artesanos de la comarca tolosana.
Se doctoró bajo la dirección de Julio Caro Baroja en la Universidad del País Vasco en 1984 con la tesis “Léxico etnográfico vasco". Juntos llevaron las riendas de la Revista Internacional de los Estudios Vascos desde 1983 hasta 1995.
Tuvo por amigos y compañeros de viaje científico a los ya referidos José Miguel Barandiaran y Julio Caro Baroja además de Koldo Mitxelena Jorge Oteiza o Agustín Ibarrola entre otros.
Fue miembro de la Real Sociedad Bascongada de los Amigos del País, de Eusko Ikaskuntza, de la Sociedad de Ciencias Aranzadi y Académico de Honor de la Real Academia de la Lengua Vasca/Euskaltzaindia.
Su obra 'Iñauteria, el carnaval vasco' de 1973 resultó en su momento de relevancia capital para la revitalización de la fiesta de carnabal.
Los hijos del etnógrafo tolosarra Juan Garmendia Larrañaga, fallecido en 2015, donaron al pueblo de Tolosa la biblioteca de su padre, que atesora una valiosa colección de más de 2.000 libros.